# Noyau (théorie des catégories)
Pour les articles homonymes, voir Noyau.
La théorie des catégories est une théorie unificatrice des Mathématiques. La notion de noyau est une notion centrale en algèbre. Ici, le concept de noyau est un concept général applicable à de nombreuses branches des mathématiques abstraites.

## Définition
Considérons dans une catégorie {\displaystyle {\mathcal {C}}} deux flèches {\displaystyle u} et {\displaystyle v} de même source {\displaystyle A} et de même but {\displaystyle B}. Une flèche {\displaystyle k:K\rightarrow A} de but {\displaystyle A} est dite noyau ou égalisateur du couple {\displaystyle (u,v)} si elle vérifie les deux propriétés suivantes :
(1) On a {\displaystyle uk=vk} ;
(2) Pour toute flèche {\displaystyle x:X\rightarrow A} telle que l'on ait {\displaystyle ux=vx}, il existe une flèche unique {\displaystyle x':X\rightarrow K} telle que {\displaystyle x=kx'},,.
Un noyau n'existe pas nécessairement. Si la catégorie {\displaystyle {\mathcal {C}}} est telle que tout couple de flèches {\displaystyle (u,v)} ayant même source et même but admette un noyau, on dit que la catégorie {\displaystyle {\mathcal {C}}} admet des noyaux.

## Propriétés
- Tout noyau est un monomorphisme.
- L'objet {\displaystyle K} n'existe qu'à un isomorphisme près ; on fait parfois l'abus de langage consistant à dire : "le" noyau de {\displaystyle (u,v)} et l'on écrira {\displaystyle k=Ker(u,v)}. Si la flèche {\displaystyle k} est évidente à partir de {\displaystyle K}, on dira encore que {\displaystyle K} est le noyau du couple {\displaystyle (u,v)} et on écrira même {\displaystyle K=Ker(u,v)}[5].

## Exemples
- Plaçons-nous dans Ens. Soit {\displaystyle u} et {\displaystyle v} deux applications d'un ensemble {\displaystyle A} dans un ensemble {\displaystyle B}. Le sous-ensemble {\displaystyle K} de {\displaystyle A} formé par les éléments {\displaystyle x} de {\displaystyle A} tels que {\displaystyle ux=vx}, est tel que l'injection de {\displaystyle K} dans {\displaystyle A} est un noyau du couple {\displaystyle (u,v)} (on remarquera que {\displaystyle K} peut être vide.)
- Plaçons-nous dans Grp. Le noyau du couple {\displaystyle (u,v)} est le sous-groupe {\displaystyle H} de {\displaystyle A} ayant pour ensemble sous-jacent le noyau (dans Ens) du couple d'applications {\displaystyle (|u|,|v|)}. En particulier, si {\displaystyle v} est l'homomorphisme de {\displaystyle A} dans {\displaystyle B} qui fait correspondre à tout élément de {\displaystyle A} l'élément unité de {\displaystyle B}, le noyau du couple {\displaystyle (u,v)} est le noyau de l'homomorphisme {\displaystyle u} au sens habituel de la théorie des groupes.